# آسادولایوو
آسادولایوو (به لاتین: Assadulayevo) یک منطقهٔ مسکونی در روسیه است که در استان آستراخان واقع شده‌است.